# Viercontinentenkampioenschappen schaatsen 2022
De Viercontinentenkampioenschappen schaatsen 2022 voor mannen en vrouwen vonden van 15 tot en met 17 december 2021 plaats in de Olympic Oval te Calgary, Canada.
Het was de tweede keer dat er equivalent aan de Europese kampioenschappen door de ISU ook een kampioenschap voor de overige continenten werd gehouden. Er werden titels en medailles vergeven op zeven onderdelen bij zowel de mannen als de vrouwen, vijf individueel en twee in teamverband.

## Programma
| Woensdag 15 december                                                      | Donderdag 16 december                               | Vrijdag 17 december                                                     |
| ------------------------------------------------------------------------- | --------------------------------------------------- | ----------------------------------------------------------------------- |
| 0500 m (v) 0500 m (m) 3000 m (v) 5000 m (m) Teamsprint (v) Teamsprint (m) | 1500 m (v) 1500 m (m) Massastart (v) Massastart (m) | 1000 m (v) 1000 m (m) Ploegenachtervolging (v) Ploegenachtervolging (m) |

## Medailles

### Mannen
| Afstand              | Goud                                                      | Zilver                                                        | Brons                                                |
| -------------------- | --------------------------------------------------------- | ------------------------------------------------------------- | ---------------------------------------------------- |
| 0500 m               | Austin Kleba                                              | Cha Min-kyu                                                   | Yevgeniy Koshkin                                     |
| 1000 m               | Denis Koezin                                              | Austin Kleba                                                  | Tai Wei-Lin                                          |
| 1500 m               | Dmitry Morozov                                            | Ted-Jan Bloemen                                               | Kim Min-seok                                         |
| 5000 m               | Ted-Jan Bloemen                                           | Kaleb Muller                                                  | Bakdaulet Sagatov                                    |
| Massastart           | Um Cheon-ho                                               | Hayden Mayeur                                                 | Zach Stoppelmoor                                     |
| Teamsprint           | Verenigde StatenAustin Kleba Brett Perry Zach Stoppelmoor | Zuid-KoreaCha Min-kyu Jeong Seon-kyo Park Seong-hyeon         | [ 1 ]                                                |
| Ploegenachtervolging | CanadaTed-Jan Bloemen Hayden Mayeur Kaleb Muller          | KazachstanVitaliy Schigolev Demyan Gavrilov Bagdaulet Sagatov | Zuid-KoreaChung Yang-hun Park Seonghyeon Um Cheon-ho |

### Vrouwen
| Afstand              | Goud                                                        | Zilver                                         | Brons                                             |
| -------------------- | ----------------------------------------------------------- | ---------------------------------------------- | ------------------------------------------------- |
| 0500 m               | Jekaterina Ajdova                                           | Huang Yu-ting                                  | Maria Victoria Rodriguez                          |
| 1000 m               | Huang Yu-ting                                               | Jekaterina Ajdova                              | Kali Christ                                       |
| 1500 m               | Kali Christ                                                 | Sarah Warren                                   | Jamie Jurak                                       |
| 3000 m               | Jamie Jurak                                                 | Laura Hall                                     | Park Chae-won                                     |
| Massastart           | Park Chae-won                                               | Jamie Jurak                                    | Dessie Weigel                                     |
| Teamsprint           | Verenigde StatenMcKenzie Browne Chrysta Rands Sarah Warren  | Zuid-KoreaKim Min-ji Lee Na-hyun Park Chae-eun | CanadaKali Christ Carolina Hiller Lindsey Kent    |
| Ploegenachtervolging | Verenigde StatenGiorgia Birkeland Jamie Jurak Dessie Weigel | CanadaKali Christ Laura Hall Lindsey Kent      | Zuid-KoreaKim Min-seo Park Chae-eun Park Chae-won |

### Medailleklassement
|   | Land             | Goud | Zilver | Brons | Totaal |
| - | ---------------- | ---- | ------ | ----- | ------ |
| 1 | Verenigde Staten | 5    | 3      | 3     | 11     |
| 2 | Canada           | 3    | 5      | 2     | 10     |
| 3 | Kazachstan       | 3    | 2      | 2     | 7      |
| 4 | Zuid-Korea       | 2    | 3      | 4     | 9      |
| 5 | Chinees Taipei   | 1    | 1      | 1     | 3      |
| 6 | Argentinië       | 0    | 0      | 1     | 1      |